# Terminalski strežnik
Terminalski strežnik je izraz, ki lahko pomeni strežnik za dostop do omrežja ali strežnik z operacijskim sistemom, ki zagotavlja grafični uporabniški vmesnik (GUI) Windowsov ali Linuxa uporabniškim terminalom, ki nimajo sami te zmožnosti. Uporabnik (client) se imenuje »thin client«. Protokoli, ki se uporabljajo za komunikacijo med strežnikom in uporabnikom so Remote Desktop Protocol, Citrix ICA in NX tehnologija. Povezava na terminalski strežnik je hitra, ker se v okolju terminalskega strežnika prenašajo preko mreže samo podatki za prikaz na namizju in so komande ki se vnesejo preko tipkovnice in miške edini podatki, ki se morajo prenašati nazaj v strežnik. Ker se shranjevanje  in procesiranje podatkov vrši v strežniku so zahteve za uporabnika minimalne. Za uporabnika lahko uporabimo vse od mrežnega računalnika do popolnoma nameščenega osebnega računalnika. Moč in hitrost uporabnikovega računalnika je praktično nepomembna, ker je zelo malo udeležen v celotnem procesu.